# Mathematics of Computation
Mathematics of Computation ist eine Zeitschrift für numerische Mathematik (computational mathematics) mit Peer-Review der American Mathematical Society, die seit 1943 alle zwei Monate erscheint. Den heutigen Namen haben sie seit 1960, davor hießen sie Mathematical Tables and other Aids to Computation.
Herausgeber sind Susanne C. Brenner, Ronald F. A. Cools, Chi-Wang Shu und Igor Shparlinski.
Alle Hefte, die älter als fünf Jahre sind, sind frei online zugänglich.
Die ISSN ist 0025-5718. Der Impact Factor war 2013 1.409.